# Přijímač
Přijímač (anglicky receiver, zkratka RX nebo RCVR) je v telekomunikacích technické zařízení pro příjem a zpracování signálu, které tvoří přijímací stranu telekomunikačního kanálu. V teorii informace je tak nazývána přijímací strana komunikačního kanálu. Pojem přijímač bývá často zužován na rádiový přijímač, tj. přijímač rádiových vln, existují však přijímače elektrického signálu, optické přijímače apod. Součástí přijímače může být dekodér, který přijaté informace dekóduje do dále zpracovatelné formy.